# Thelma Hopkins
Thelma Hopkins   (Kingston upon Hull, 16 de març de 1936 - Edmonton, 10 de gener de 2025) va ser una atleta nord-irlandesa especialista en salt d'alçada i de llargada, que va competir entre finals de la dècada de 1940 i finals de la de 1960.

## Biografia
El 1952 va prendre part en els Jocs Olímpics d'Estiu de Hèlsinki, on fou quarta en la prova del salt d'alçada del programa d'atletisme. Quatre anys més tard, als Jocs de Melbourne, va disputar dues proves del programa d'atletisme. Guanyà la medalla de plata en la prova del salt d'alçada, rere l'estatunidenca Mildred McDaniel, mentre en el salt de llargada no es classificà per a la final.
En el seu palmarès també destaca una medalla d'or en el salt d'alçada al Campionat d'Europa d'atletisme de 1954 i una de bronze en salt d'alçada a la Universíada de 1961. Als Jocs de l'Imperi Britànic i de la Comunitat de 1954 va guanyar una medalla d'or en el salt d'alçada i una de plata en el salt de llargada per Irlanda del Nord. El 5 de maig de 1956 millorà el rècord del món del salt d'alçada amb un salt de 1,74 metres, millorant en un centímetre el rècord que Aleksandra Chudina havia establert el 22 de maig de 1954. El rècord fou superat el 14 de juliol de 1956 per Iolanda Balaș.
A més de l'atletisme, va destacar en hoquei sobre herba, on va jugar 40 partits com a davantera en la selecció nacional. També va representar internacionalment Irlanda del Nord en esquaix.

## Millors marques
- Salt d'alçada. 1,74 metres (1956)
- Salt de llargada. 6,11 metres (1956)[2][9]